# الدوري الأردني 1993–94
إحصائيات الدوري الأردني في موسم 1993–94.

## نظرة عامة
فاز النادي الفيصلي بالبطولة.

## وصلات خارجية
- موقع الاتحاد الأردني لكرة القدم